# 南非共和国广播电台
南非共和国广播电台：南非之声（英語：Radio RSA: The Voice of South Africa），通称“RSA电台”（Radio RSA），是南非种族隔离时期的国际广播电台。该电台旨在反映南非白人政府立场，为现今南非对外广播频率“非洲频道”的前身。

## 历史
RSA电台成立于1966年。起初RSA电台受南非政府新闻部管辖，该部门于1948年南非国民党执政后成立，旨在为南非的种族隔离政策辩护，消除国际上的负面影响。20世纪70年代，由于“穆德门”爆发，新闻部被撤销，RSA电台改隶外交部。
RSA电台每年的经费约为20万兰特。1976年，RSA电台每周以12种语言播出36小时；到了1984年，RSA电台以11种语言向全球广播。
1992年，随着白人种族主义统治逐渐瓦解，RSA电台改组为“非洲频道”，继续对海外广播。